# NGC 4062
NGC 4062 في الفهرس العام الجديد، هي مجرة، تقع في كوكبة الدب الأكبر. اكتشفت في 1787 بواسطة ويليام هيرشل.

## روابط خارجية
- NGC 4062 على موقع ويكي سكاي: DSS2, SDSS, GALEX, IRAS, Hydrogen α, X-Ray, Astrophoto, Sky Map, Articles and images